# Lake Torrens
Lake Torrens ist mit einer Fläche von etwa 5750 km² der zweitgrößte Salzsee Australiens und liegt im Bundesstaat South Australia. Er liegt westlich von, teilweise parallel zur Flinderskette und ist durch einen nur 31 km breiten Isthmus vom nördlichsten Ausläufer des Spencergolfs getrennt. 1991 wurde der See und seine Ufer zum Lake-Torrens-Nationalpark erklärt.
Im vergangenen 20. Jahrhundert hat sich der See nur einmal mit Wasser gefüllt. Ein Projekt, den See mit dem Meer zu verbinden, kam nicht zur Ausführung, da er zu hoch liegt (30 m ü. NN).
Entdeckt wurde er 1839 von dem britischen Forscher Edward John Eyre, der auf der Suche nach Siedlungsland war. Er benannte ihn nach dem Vorsitzenden der Colonizers Commissioners für South Australia, Robert Torrens.
Der See befindet sich etwa 431 km nördlich von Adelaide, hat eine Länge von etwa 200 km und eine Breite von etwa 50 km.